# Motalagölen
Motalagölen är en sjö i Västerviks kommun i Småland och ingår i Storån-Botorpsströmmens kustområde. Sjöns area är 0,027 kvadratkilometer och den befinner sig 84 meter över havet.